# São Pedro do Butiá

La imagen es importante porque muestra dónde se encuentra la ciudad en el mapa del Estado de Rio Grande do Sul.

São Pedro do Butiá es un municipio brasileño del estado de Rio Grande do Sul.
Se encuentra ubicado a una latitud de 28º07'28" Sur y una longitud de 54º53'14" Oeste, estando a una altitud de 194 metros sobre el nivel del mar. Su población estimada para el año 2004 era de 2.867 habitantes.
Ocupa una superficie de 107,44 km². Se encuentra a 550 kilómetros de Porto Alegre, capital del estado.

## Lengua regional
- Riograndenser Hunsrückisch (dialecto alemán)

- Datos: Q1758141
- Multimedia: São Pedro do Butiá / Q1758141